# Wereldkampioenschappen shorttrack 2013
De wereldkampioenschappen shorttrack 2013 werden van 8 tot en met 10 maart 2013 gehouden in het Hongaarse Debrecen.
Er waren in het totaal tien wereldtitels te vergeven. Voor zowel de mannen als de vrouwen ging het om de 500 meter, de 1000 meter, de 1500 meter, het allroundklassement, en de aflossing.

## Medailles

### Mannen
| Onderdeel         | Goud | Goud                                                         | Zilver | Zilver                                                                  | Brons | Brons                                                           |
| ----------------- | ---- | ------------------------------------------------------------ | ------ | ----------------------------------------------------------------------- | ----- | --------------------------------------------------------------- |
| 500m              | CHN  | Liang Wenhao                                                 | RUS    | Viktor An                                                               | NED   | Freek van der Wart                                              |
| 1000m             | KOR  | Sin Da-woon                                                  | NED    | Sjinkie Knegt                                                           | CAN   | Charles Hamelin                                                 |
| 1500m             | KOR  | Sin Da-woon                                                  | KOR    | Kim Yun-jae                                                             | CAN   | Charles Hamelin                                                 |
| 3000m superfinale | KOR  | Kim Yun-jae                                                  | KOR    | Sin Da-woon                                                             | CAN   | Charles Hamelin                                                 |
| Klassement        | KOR  | Sin Da-woon                                                  | KOR    | Kim Yun-jae                                                             | CAN   | Charles Hamelin                                                 |
| Aflossing         | CAN  | Charle Cournoyer Michael Gilday Charles Hamelin Olivier Jean | RUS    | Viktor An Semjon Jelistratov Vladimir Grigoriev Vjatsjetslav Koerginian | NED   | Daan Breeuwsma Niels Kerstholt Sjinkie Knegt Freek van der Wart |

### Vrouwen
| Onderdeel         | Goud | Goud                                      | Zilver | Zilver                                                             | Brons | Brons                                           |
| ----------------- | ---- | ----------------------------------------- | ------ | ------------------------------------------------------------------ | ----- | ----------------------------------------------- |
| 500m              | CHN  | Wang Meng                                 | KOR    | Park Seung-hi                                                      | CHN   | Fan Kexin                                       |
| 1000m             | CHN  | Wang Meng                                 | NED    | Jorien ter Mors                                                    | GBR   | Elise Christie                                  |
| 1500m             | KOR  | Park Seung-hi                             | KOR    | Shim Suk-hee                                                       | CAN   | Marianne St-Gelais                              |
| 3000m superfinale | KOR  | Shim Suk-hee                              | CAN    | Marianne St-Gelais                                                 | NED   | Jorien ter Mors                                 |
| Klassement        | CHN  | Wang Meng                                 | KOR    | Park Seung-hi                                                      | KOR   | Shim Suk-hee                                    |
| Aflossing         | CHN  | Fan Kexin Liu Qiuhong Wang Meng Zhou Yang | CAN    | Marie-Ève Drolet Jessica Hewitt Valérie Maltais Marianne St-Gelais | JPN   | Ayuko Ito Yui Sakai Biba Sakurai Sayuri Shimizu |

### Medailleklassement
| Plaats | Land                | Goud | Zilver | Brons | Totaal |
| 1      | China               | 5    | 0      | 1     | 6      |
| 2      | Zuid-Korea          | 4    | 5      | 1     | 10     |
| 3      | Canada              | 1    | 1      | 4     | 6      |
| 4      | Nederland           | 0    | 2      | 2     | 4      |
| 5      | Rusland             | 0    | 2      | 0     | 2      |
| 6      | Japan               | 0    | 0      | 1     | 1      |
| 6      | Verenigd Koninkrijk | 0    | 0      | 1     | 1      |
| Totaal | Totaal              | 10   | 10     | 10    | 30     |

## Eindklassementen

### Mannen
| #      | Schaatser          | Land       | Punten |
| ------ | ------------------ | ---------- | ------ |
| Goud   | Sin Da-woon        | Zuid-Korea | 89     |
| Zilver | Kim Yun-jae        | Zuid-Korea | 55     |
| Brons  | Charles Hamelin    | Canada     | 39     |
| 4      | Liang Wenhao       | China      | 37     |
| 5      | Sjinkie Knegt      | Nederland  | 29     |
| 6      | Viktor An          | Rusland    | 23     |
| 7      | Freek van der Wart | Nederland  | 18     |
| 8      | Semjon Jelistratov | Rusland    | 13     |
| 9      | Ryosuke Sakazume   | Rusland    | 9      |
| 10     | Michael Gilday     | Canada     | 5      |

### Vrouwen
| #      | Schaatser          | Land                | Punten |
| ------ | ------------------ | ------------------- | ------ |
| Goud   | Wang Meng          | China               | 68     |
| Zilver | Park Seung-hi      | Zuid-Korea          | 58     |
| Brons  | Shim Suk-hee       | Zuid-Korea          | 55     |
| 4      | Marianne St-Gelais | Canada              | 42     |
| 5      | Jorien ter Mors    | Nederland           | 34     |
| 6      | Fan Kexin          | China               | 28     |
| 7      | Elise Christie     | Verenigd Koninkrijk | 21     |
| 8      | Ayuko Ito          | Japan               | 16     |
| 9      | Valérie Maltais    | Canada              | 5      |
| 10     | Arianna Fontana    | Italië              |        |